# Endogamie
Endogamie (z řeckého endon, uvnitř a gamos, sňatek) je kulturní pravidlo, které přikazuje uzavírat sňatky mezi členy téže skupiny. Endogamní skupinou bývá kmen, kasta, národ nebo jinak vymezená skupina. Pravidlo endogamie je tedy jakýmsi protějškem exogamie, pravidla, vymezujícího skupinu, z níž se partneři pro manželství vybírat nemají.

## Přirozená a vymáhaná endogamie
Na rozdíl od exogamie, kterou společnosti musely patrně vymáhat, jistá tendence k endogamii je člověku – tak jako jiným živočichům – spíše přirozená, a tudíž přetrvává i do současných společností. Lidé se obvykle seznamují s těmi, kdo bydlí v tomtéž místě, s nimiž se domluví stejnou řečí, s nimiž mají stejné zaměstnání a podobně. Od této „přirozené“ tendence je ovšem třeba odlišit případy, kdy skupina sňatky mimo ni výslovně zakazuje nebo dokonce trestá. Nacistické rasové zákony lze chápat jako případ extrémní endogamie.[zdroj?]

## Endogamie v současnosti
Endogamie je i v současných společnostech velice rozšířená a silně omezuje například sociální mobilitu: vzdělaní lidé se berou mezi sebou a jejich děti zpravidla volí podobnou životní dráhu, podobně i lidé s nejnižším vzděláním. Herci a umělci, lékaři a vědci mají také silný sklon vytvářet endogamní skupiny, zčásti proto, že partneři pak mají lepší pochopení pro zvláštnosti určitého způsobu života.
Krajním příkladem dlouhodobě vymáhané endogamie je indický systém kast. Moderní společnosti a jejich teoretikové pokládají endogamii za vcelku nevýhodnou a snaží se působit proti ní. Sociologové sledují počty „smíšených sňatků“, jež svědčí o tom, do jaké míry je mezi určitými skupinami endogamní bariéra; pokud smíšených sňatků přibývá, je to obvykle známka postupující integrace nebo dokonce splývání skupin. Zvláště významné jsou tyto ukazatele a procesy s ohledem na imigranty a menšiny. Vytváření, změny a rozplývání endogamních skupin se modelují pomocí grafů příbuznosti („graphes de parenté“), které ukazují, jak často se berou lidé již dříve spříznění (problém „relinking“).